# Вор разума
Вор разума (англ. The Mind Robber) — вторая серия шестого сезона британского научно-фантастического телесериала «Доктор Кто», состоящая из пяти эпизодов, которые были показаны в период с 14 сентября по 12 октября 1968 года. Серия полностью сохранились в архивах Би-би-си.

## Сюжет
После победы над Доминаторами на Далкисе, на острове начинается вулканическое извержение. Доктор, Джейми и Зои находятся в Тардис, но ту заливает лавой и плавит жидкие связи. Это вынуждает Доктора использовать аварийную систему, чтобы увести Тардис от опасности, что переносит Тардис из самой реальности.
Они приземляются в белой пустоте, и, пока Доктор чинит Тардис, Джейми и Зои выходят наружу и сталкиваются с белыми роботами. Доктор уводит их внутрь, но при попытке вернуться в реальность Тардис взрывается и путешественников уносит в пустоту.
Они обнаруживают себя в лесу, где деревья при взгляде сверху выглядят как буквы. Доктор сталкивается с рядом загадок и находит Джейми, но случайно меняет ему лицо. Вскоре они воссоединяются с Зои и встречают Гулливера, который отводит их от солдат, выглядящих как игрушечные, но ростом с человека. Они доходят до края леса, и встречают враждебного единорога, которого они превращают в статую, крича: «Он не настоящий!».
Они продолжают идти и доходят до дома, где Доктор возвращает лицо Джейми. Дом оказывается входом в лабиринт, и, оставив Джейми позади, Доктор и Зои встречают Минотавра и Медузу Горгону, с которыми они расправляются так же, как и с единорогом.
Джейми преследует солдат, и тот забирается в замок с помощью волос Рапунцель, но задевает сигнализацию, прячется и находит Гулливера, который не видит белых роботов, которые преследуют Джейми.
Доктор и Зои выходят из лабиринта и встречают Каркуса, героя мультфильмов из времени Зои. Доктор тут же понимает, что «антимолекулярный лучевой дезинтегратор» Каркуса не существует, оружие исчезает, и Каркус атакует Доктора. Доктор ни разу не слышал о Каркусе, поэтому не может его победить, но Зои побеждает его с помощью своих навыков боя, и Каркус становится их союзником. Он отводит их в цитадель, где они находят Джейми. Зои включает тревогу, но путешественники не прячутся и позволяют отвести себя в центр управления.
В центре они встречают Мастера, похищенного с Земли писателя, который прошёл через те же испытания, когда прибыл. Он объясняет, что уже стар, и Доктор должен заменить его в качестве источника креатива в Стране Фантастики. Пока он говорит, Джейми и Зои пробираются в библиотеку и встречают белых роботов, которые загоняют их в гигантскую книгу, превращая их в придуманных героев. Доктор отказывает Мастеру и уходит, но тот использует Джейми и Зои, чтобы поймать Доктора и подсоединить его к Мозгу. Доктор и Мастер сражаются, призывая вымышленных персонажей, Доктор побеждает, освобождает Джейми и Зои, перегружает Мозг и оставляет роботам приказ уничтожить Мозг. Роботы уничтожают мозг, Тардис собирается и реальность восстанавливается.

## Трансляции и отзывы
| Эпизод            | Дата показа      | Продолжительность | Телезрители (в миллионах) | Archive      |
| ----------------- | ---------------- | ----------------- | ------------------------- | ------------ |
| «Эпизод 1»        | 14 сентября 1968 | 21:27             | 6,6                       | 16mm t/r     |
| «Эпизод 2»        | 21 сентября 1968 | 21:39             | 6,5                       | 16mm t/r     |
| «Эпизод 3»        | 28 сентября 1968 | 19:29             | 7,2                       | 16mm t/r     |
| «Эпизод 4»        | 5 октября 1968   | 19:14             | 7,3                       | 16mm t/r     |
| «Эпизод 5»        | 12 октября 1968  | 18:00             | 6,7                       | 16/35 mm t/r |
| [ 1 ] [ 2 ] [ 3 ] |                  |                   |                           |              |